# Kolej dużych prędkości we Francji

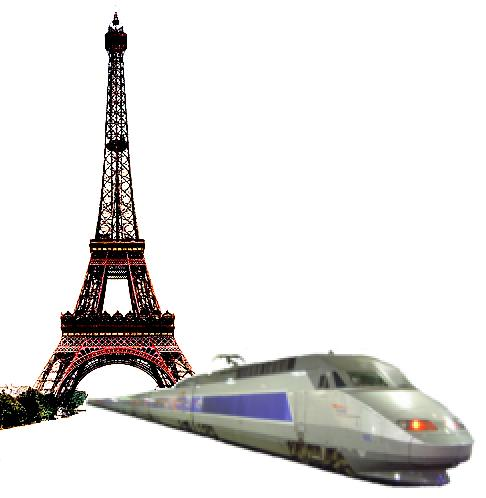
TGV jako symbol Francji

Kolej dużych prędkości we Francji – system kolejowego transportu publicznego pozwalającego na wykonywanie przewozów pasażerskich z prędkościami przekraczającymi 300 km/h. We Francji pierwsza linia kolej dużych prędkości Paryż – Lyon została uruchomiona w 1981 r.

## Historia

### Geneza

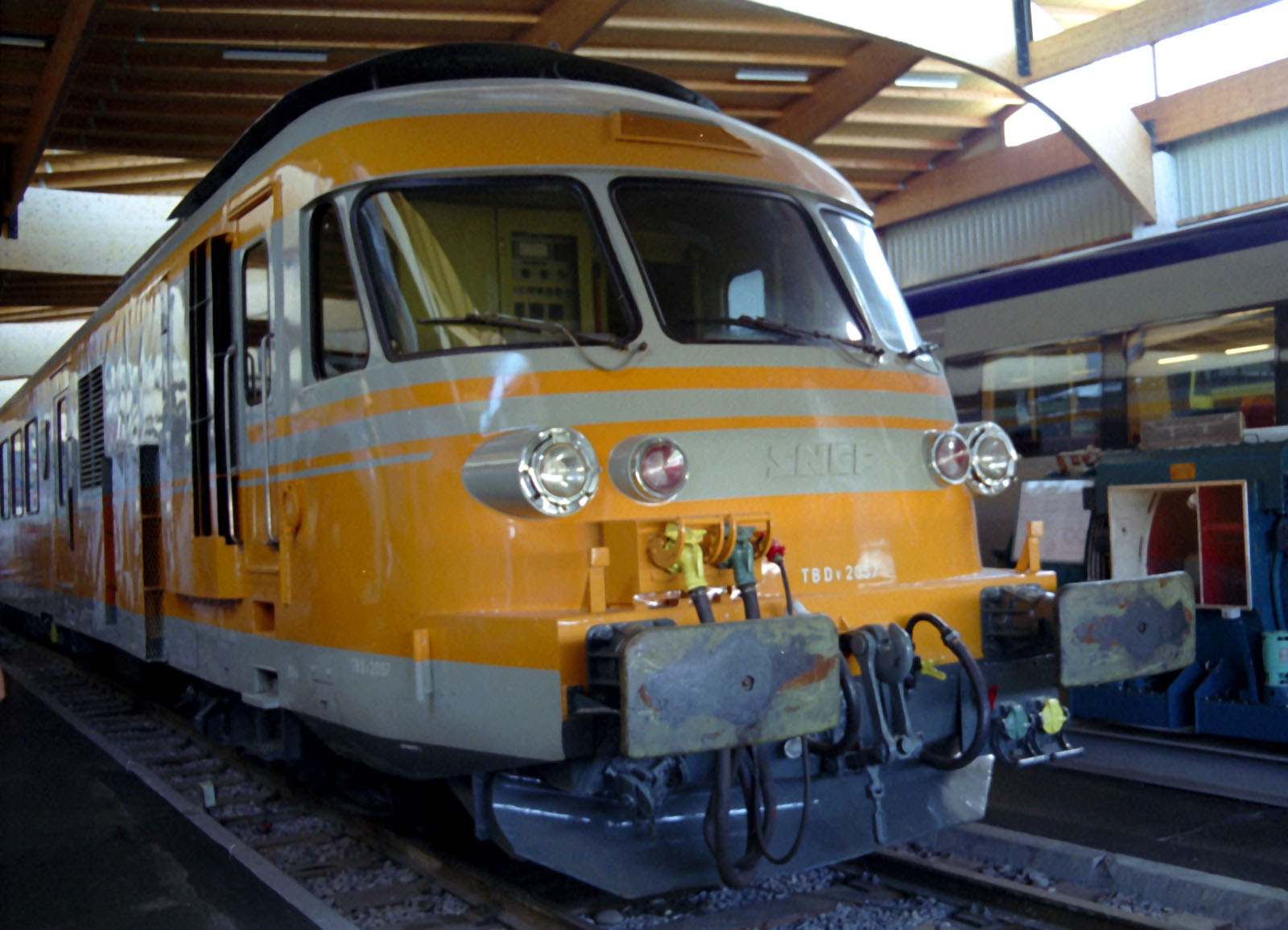
Pociąg RTG z turbiną gazową z 1972

Pomysł kolei dużych prędkości we Francji narodził się 40 lat temu, jednakże w owym czasie rząd francuski faworyzował raczej tylko „nowoczesne” i futurystyczne konstrukcje – poduszkowce, czy też maglev trains, takie jak Bertin’s Aérotrain.
Mimo tego SNCF próbowało zwiększać prędkość konwencjonalnych pociągów do 180–200 km/h, gdzie do napędów używano turbin gazowych. Energia w tamtych latach była stosunkowo tania i turbiny gazowe (pierwotnie projektowane do helikopterów) były konstrukcjami zwartymi i o dużych mocach. W 1967, SNCF wprowadziły jako napęd turbinę gazowa w prototypie TGS z ETG (Elément a Turbine a Gaz) w pociągu na trasie Paryż – Cherbourg w marcu 1970 r.

### TGV
Program TGV zapoczątkowany został już w późnych latach 60.
W 1969 roku koleje francuskie SNCF zaproponowały władzom państwowym projekt usługi wysokiej prędkości i wysokiej częstotliwości do południowo-wschodniej Francji przez nową linię Paryż-Lyon.
Pomysł SNCF na pociągi TGV został rozwinięty jako system kompatybilny z istniejącą infrastrukturą kolejową. Ważną korzyścią tego faktu było to, iż pociągi dużych prędkości używały istniejącej infrastruktury w miastach (np. dworce). Inną korzyścią było wykorzystanie istniejących linii kolejowych i ich integracja z budowanymi w przyszłości odcinkami specjalnych linii dla pociągów TGV.
Pierwszy prototyp, pociąg TGV 001, rozpoczął testy we wczesnych latach 70. Napędzany był turbiną gazową podobnie jak japoński Shinkansen. 8 grudnia 1972 ustanowił on rekord prędkości 318 km/h, który obowiązywał przez najbliższe 23 lata (najszybszym pociągiem o napędzie spalinowym był wtedy rosyjski TEP80 273 km/h).
TGV 001 dla potrzeb przebadania torów i sieci trakcyjnej wykonał pond 175 jazd przy prędkościach przekraczających 300 km/h dostarczając inżynierom wielu cennych danych przydatnych przy produkcji TGV. Kompletna, nowa linia dużych prędkości została wybudowana w końcu lat 70. – wiodła z Paryża do Lyonu. 27 września 1981, pierwszy odcinek został otwarty przez prezydenta François Mitterranda, który uczestniczył w inauguracyjnej jeździe – w kabinie mechanika. Opływowy, jasnopomarańczowy pociąg stał się sławny zwłaszcza że parę miesięcy wcześniej jeden z nowych pociągów ustanowił światowy rekord prędkości wynoszący 380 km/h (poprzedni z roku 1955 przy pomocy pary francuskich lokomotyw).

#### Początki TGV – TGV 001
Pokusa wielkich szybkości i pomyślny rozwój programu pociągów turbinowych to dwa pomysły, które razem w końcu lat 60. (1964) zaowocowały powstaniem kolei wielkich prędkości – japoński Shinkansen. Były one też ucieleśnieniem wspólnego przedsięwzięcia SNCF oraz przemysłu, mającego na celu zbadanie możliwości zastosowania silników gazowo-turbinowych. Realizację projektu rozpoczęto w roku 1967. Zatytułowany był Rail Possibilities on New Infrastructures oznaczenie kodowe: C03. Eksperymentalny wagon X4300 TGS, poprzednik ETG, został przetestowany przy prędkościach do 252 km/h w październiku 1971 r. i dał pomyślne rezultaty. SNCF przewidując rozwój w tej dziedzinie wybudowały linie kolejową o prędkościach 250 km/h do 300 km/h, a Alsthom wybudował dla SNCF specjalny prototyp pociągu do testowania projektów pociągów dużych prędkości TGV 001 (Tres Grande Vitesse). Nad całością panował niejaki Roger Tallon, wcześnie znany jako projektant samochodów, motocykli i mebli o kosmicznym wyglądzie.

#### Pociąg turbinowy TGV 001
Pociąg turbinowy TGV 001 był pociągiem testowym zbudowanym dla potrzeb rozległego programu badawczego obejmującego trakcję, dynamikę pojazdu, układów hamulcowych, aerodynamikę, sygnalizację oraz inne technologie niezbędne do tego przedsięwzięcia. Powstał tylko jeden egzemplarz, aczkolwiek planowano wybudowanie też wersji drugiej, wyposażonej w system aktywnego przechyłu. Studia nad wersją przechyłową zostały jednak zakończone i z powodów technicznych nigdy nie wyszły poza stadium projektów.

#### TGV 001
TGV 001 składał się z dwóch lokomotyw i trzech wagonów. Cały ten zestaw był nierozdzielny. Wszystkie osie były wyposażone w silniki elektryczne, o stosunkowo dużej mocy w stosunku do jego wagi. Napęd elektryczny umożliwiał hamowanie dynamiczne, które przy dużych prędkościach było wyjątkowo efektywne.
Każda lokomotywa wyposażona była w turbiny (TURMO IIIG później TURMO X, używana także w helikopterach Sud Aviation’s Super Frelon helicopter), które pracowały ze stałą prędkością. Podłączone były poprzez reduktor do generatora. Lokomotywa posiadała także przekładnię do silników trakcyjnych, instalację hamowania dynamicznego, sygnalizację, urządzenia hamujące itp.
TGV 001 połączone były przegubami z sąsiednimi wagonami na standardowych wózkach. Dawało to większą stabilność (przez dynamiczny łącznik z obudową) i przestrzeń do pneumatycznego zawieszenia umiejscowionego na poziomie środka ciężkości.
Kilka danych technicznych TGV 001:
- Skład Turbine + 1 klasa + lab car + 2 klasa + turbine
- Długość [m] 92.90
- Szerokość [m] 2.81
- Wysokość [m] 3.40
- Rozstaw osi [m] 2.60
- Masa [kg] 192,000
- Moc [kW] 3760 kW (TURMO III) i 4400 kW (TURMO X)
- Prędkość maksymalna [km/h] 280 km/h (TURMO III) i 300 km/h (TURMO X)
- Zasięg [km] 1100
- Pojemność zbiorników [l] 8000

TGV 001 uczestniczył w 5227 testach przejeżdżając pół miliona kilometrów. W 175 testach przekroczył prędkość 300 km/h, a 8 października 1972 osiągnął 318 km/h. To było (i nadal jest) światowym rekordem prędkości uzyskanym przez nieelektryczny pociąg. Testy TGV 001 były ważną częścią projektu C03, dowodzącą słuszności koncepcji w warunkach rzeczywistych oraz dostarczyły wielu danych w badaniach nad koleją wielkich prędkości.

#### Zasilanie elektryczne
Wraz z kryzysem paliwowym w roku 1974, okazało się, iż dalsze prowadzenie prac nad silnikami spalinowymi z ekonomicznego punktu widzenia będzie nieuzasadnione, a co za tym idzie musiano zmienić wymagania co do napędów w kierunku całkowicie elektrycznych. Zaowocowało to znacznymi zmianami projektowymi w programie. W kwietniu 1974 r, eksperymentalny pociąg elektryczny Z7001 o pseudonimie Zébulon, rozpoczął jazdy. Zébulon był przebudowany z Z7115. Używając tego pojazdu nowa lokomotywa Y226 o długich wózkach z transmisją kardanową (poprzednik Y230) rozpoczęła testy. Główną innowacją było Body mounting silników trakcyjnych, co umożliwiało znaczącą redukcję wagi (3300 kg) lokomotywy, większą prędkość oraz stabilność zestawu. Zébulon wykorzystywał także pantograf, który później stał się pantografem AM-PSE TGV.
Badano również możliwości hamulca szynowego – siły hamującej bez fizycznego kontaktu z szyną. Wysoka sprawność tego pomysłu była obiecująca, lecz znaczne przegrzewanie się szyn spowodowało zarzucenie tych prac. Klasyczne (nie pneumatyczne) zawieszenie Zébulona było satysfakcjonujące bardziej niż pneumatyczne zawieszenie zastosowane w TGV 001.
W okresie 20 miesięcy Zébulon przejechał prawie milion kilometrów, z czego 25000 z prędkością ponad 300 km/h. Największą prędkością którą osiągnął Zébulon było 309 km/h. Perspektywy projektu C03 który finansował rząd francuski w roku 1976 były więc obiecujące... Wkrótce rozpoczęto budowę linii elektrycznej na trasie Paryż – Lyon.

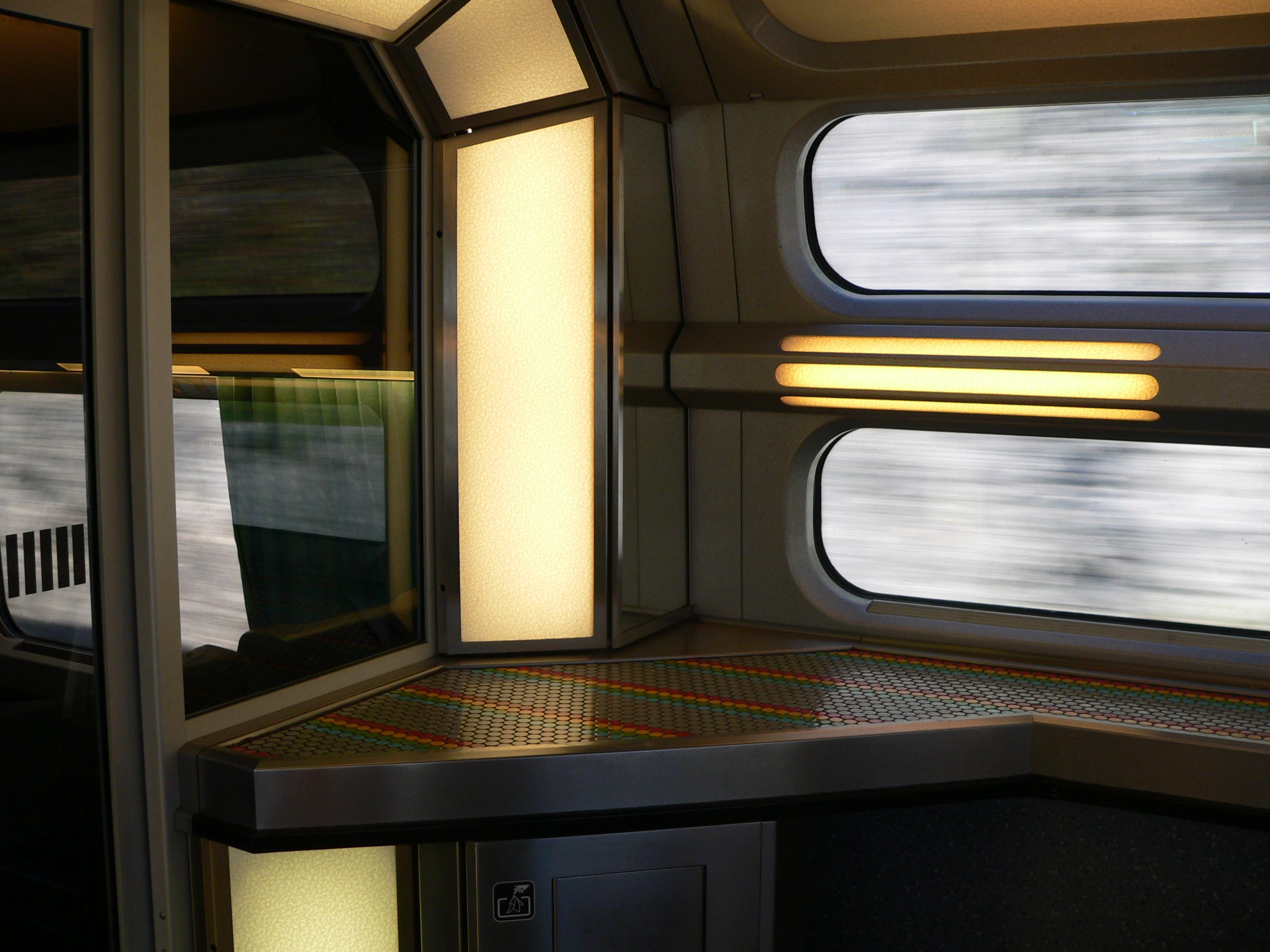
Wnętrze pociągu TGV

Projekt wystroju TGV wewnątrz, jak i na zewnątrz, został powierzony Jacques'owi Cooperowi, nie jak wcześniej sądzono Rogerowi Tallonowi – jego projekt na super szybki pociąg został odrzucony – jako zbyt nowoczesny i futurystyczny. Tallon twierdził, że ówczesna technika nie była jeszcze do takiego projektu gotowa. Projekt wiązał się długim okresem dodatkowych prób, na które nie było już czasu. Tallonowi powierzono projekt wystroju pociągów Corail. Jack Cooper urodził się w Wielkiej Brytanii w roku 1931, a następnie przeniósł się do Francji. W połowie lat 50. spędził kilka lat pracując u amerykańskiego projektanta Raymonda Loewa, który był najsławniejszym projektantem lokomotywy elektrycznej Pennsylvania Railroad’s GG1. Na początku roku 1968 kiedy rozpoczął pracę dla Alstom Jack Cooper został poproszony o narysowanie pociągu, który nie wyglądałby na pociąg. Zaprojektował wygląd oraz wnętrze turbopociągu TGV 001, wkrótce potem narodził się wygląd TGV.
W 1975 r. Cooper narysował pociąg wyglądem zaskakująco przypominający TGV Duplex, który pojawił się 20 lat później.
Gdy wygląd zewnętrzny pociągu zaproponowany przez Coopera został zaakceptowany wrócił on do projektowania wnętrza łącznie z siedzeniami i klamkami od drzwi. Wiele elementów wewnętrznych kolidowało ze sobą i Cooper musiał znaleźć optymalne rozwiązania. Przestrzeń wewnętrzna musiała być zapraszająca, komfortowa – zapraszająca do wypoczynku, cicha, łatwa do sprzątania i zgrabnie połączona w jednolitą atmosferę. Komfort musiał być odczuwalny przez wszystkich pasażerów poprzez zachowanie specyficznego stylu wnętrz. Postawiono sobie za cel, aby wnętrze było zarówno relaksujące, jak i przyjemne. W późnych latach 70. projekt pierwszego TGV był gotowy. Pierwszy skład pociągu został zamówiony 4 listopada 1976.
Przez ponad 20 następnych lat wykonano 600 kopii cooperowskich nosów pociągu TGV.

#### Problemy techniczne

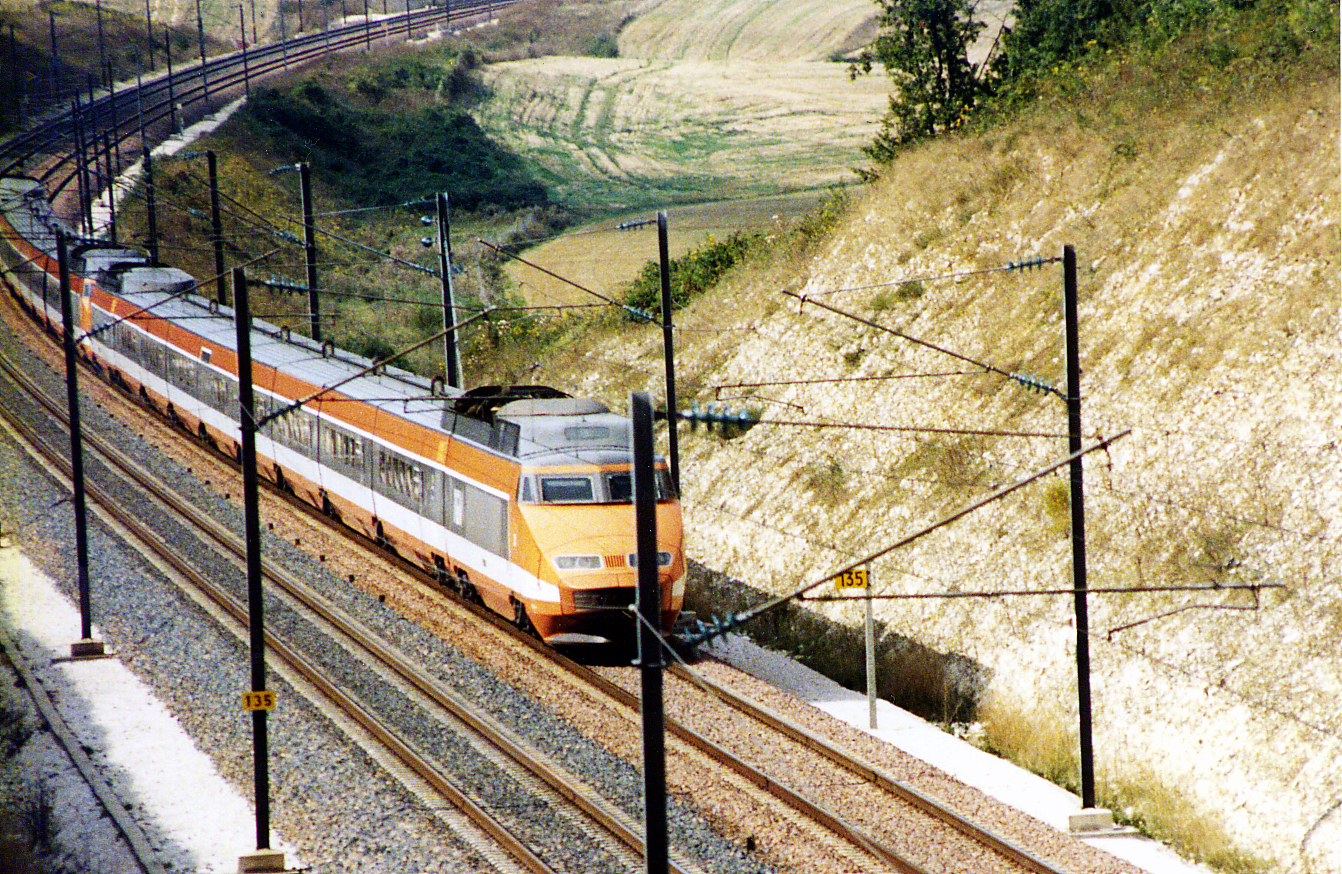
TGV Sud-Est, 1987

28 lipca 1978 roku pierwsze zestawy TGV opuściły fabrykę Alsthom w Belfort. Stały się one później pociągami TGV Sud-Est 01 i 02, ale dla celów testowych nadano im pseudonimy Patrick i Sophie (radiowe sygnały rozpoznawcze). Przez następne miesiące testów wprowadzono w tych pociągach ponad 15,000 modyfikacji. Wibracje przy wysokich prędkościach były szczególnie trudnym problemem do likwidacji, bo nowe pociągi wcale nie były wygodne podczas szybkiej jazdy. Rozwiązanie tego problemu przyszło powoli i opóźniło wejście TGV do normalnej eksploatacji. Ostatecznie odkryto, że zastosowanie gumowych bloków pod sprężynami amortyzatorów rozwiązało problem. Inne problemy związane ze stabilnością składu zostały przezwyciężone do 1980 roku, już kiedy otwarto pierwszy odcinek linii Paryż – Lyon. Pierwszy skład o numerze 03 został dostarczony 25 kwietnia 1980.
W 1981 r. zrealizowano zamówienie na 87 składy pociągów TGV, a w 1981 skład o numerze 16 użyto do bicia rekordów prędkości (dla docelowej prędkości 100 m/s = 360 km/h). Cel został osiągnięty 26 lutego 1981 – pociąg nr 16 osiągnął prędkość 380 km/h przy zachowaniu pełnego bezpieczeństwa. Kontrastowało to z rekordem ustanowionym w 28 marca 1955 przez parę francuskich lokomotyw CC 7107 i BB 9004. Podczas tej próby skład uległ uszkodzeniu, a następnie wykoleił się niszcząc część torowiska, na którym wykonywano testy.
27 września 1981 pierwszy TGV z pasażerami opuścił Paryż z prędkością rozkładową 260 km/h po inauguracji dokonanej przez francuskiego prezydenta François Mitterranda jaka odbyła się 5 dni wcześniej.
Rozpoczęła się długa era transportu lądowego we Francji.

## Sieć kolei dużej prędkości we Francji

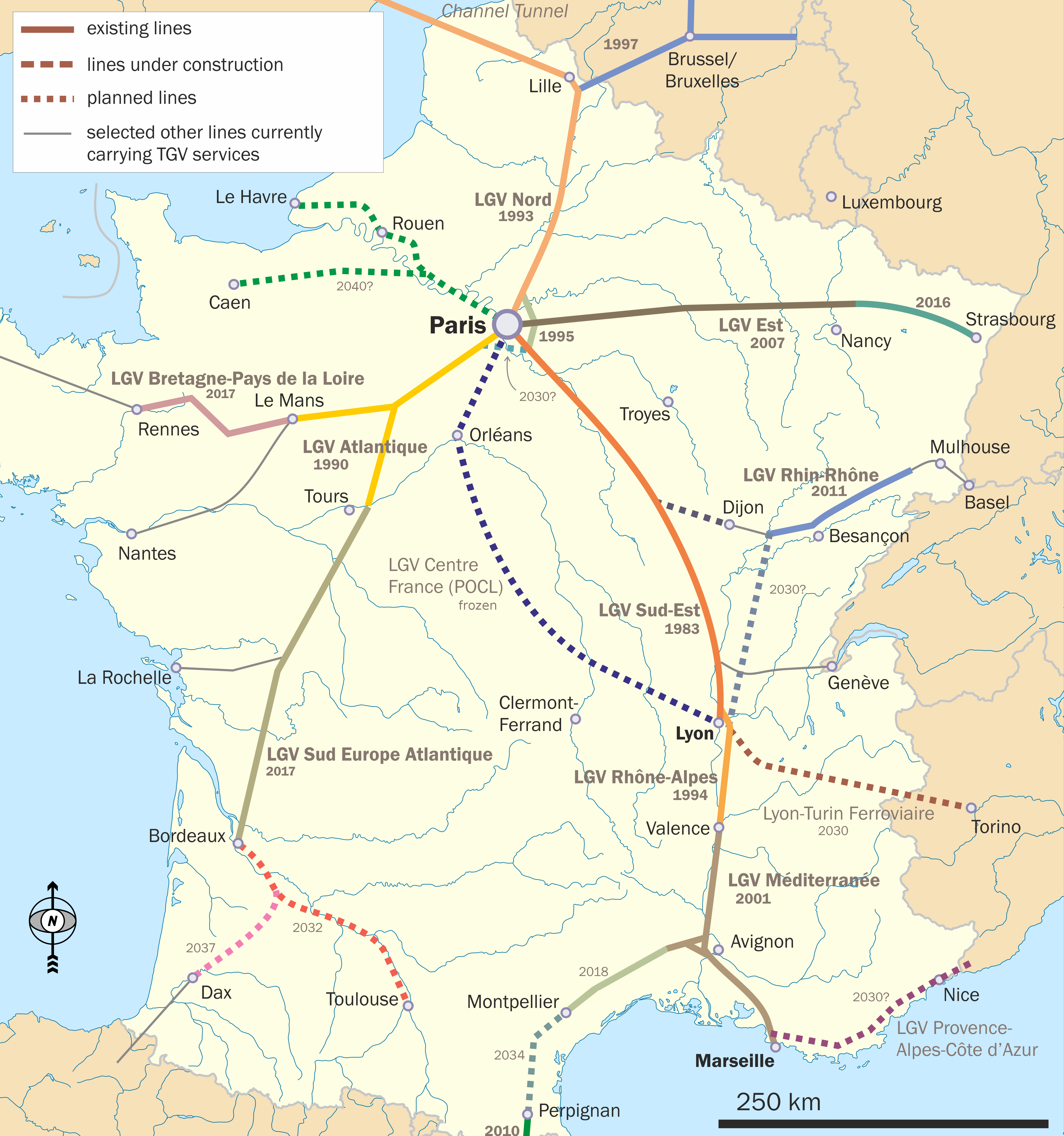
Sieć dużych prędkości we Francji i najbliższej jej okolicy

Odtąd TGV rozpoczęły swój rozwój oraz wprowadzano kolejne innowacje w każdej następnej generacji pociągów. W 1989 zadebiutował TGV Atlantique łączący zachód Francji z Paryżem. Pociąg ten zawierał wiele nowych rozwiązań w stosunku do wcześniejszego Sud-Est – to wynik ciągłych badań i rozwoju SNCF oraz jego kooperantów. Godnym uwagi jest fakt ustanowienia przez specjalnie przygotowany skład TGV Atlantique, 18 maja 1990, światowego rekordu prędkości pociągu elektrycznego – 515,3 km/h – pobitego dopiero w 2007 r.
Sieć kolejowa we Francji, będąca własnością Réseau ferré de France (RFF), to linie normalnotorowe (prześwit 1435 mm) o łącznej długości 34 449 km. Zelektryfikowanych jest 14 104 km linii, z czego 5850 km jest pod systemem 1500 V DC, a 8195 km pod 25 kV AC.
Początek elektryfikacji napięciem przemiennym 25 kV to lata rozwoju energoelektroniki i początek powstania pierwszej linii dużej prędkości LGV między Paryżem a Lyonem. Linie, które elektryfikowano w pierwszej kolejności, a to przede wszystkim południe Francji, są pod napięciem 1500 V prądu stałego. Ponieważ moc, przenoszona przez oba systemy zasilania jest zbliżona, trakcja 1500 V w porównaniu do trakcji 25 kV (linia nośna i jezdna) jest odpowiednio ‘cięższa’ i grubsza. Różnice w wyglądzie są więc wyraźne.

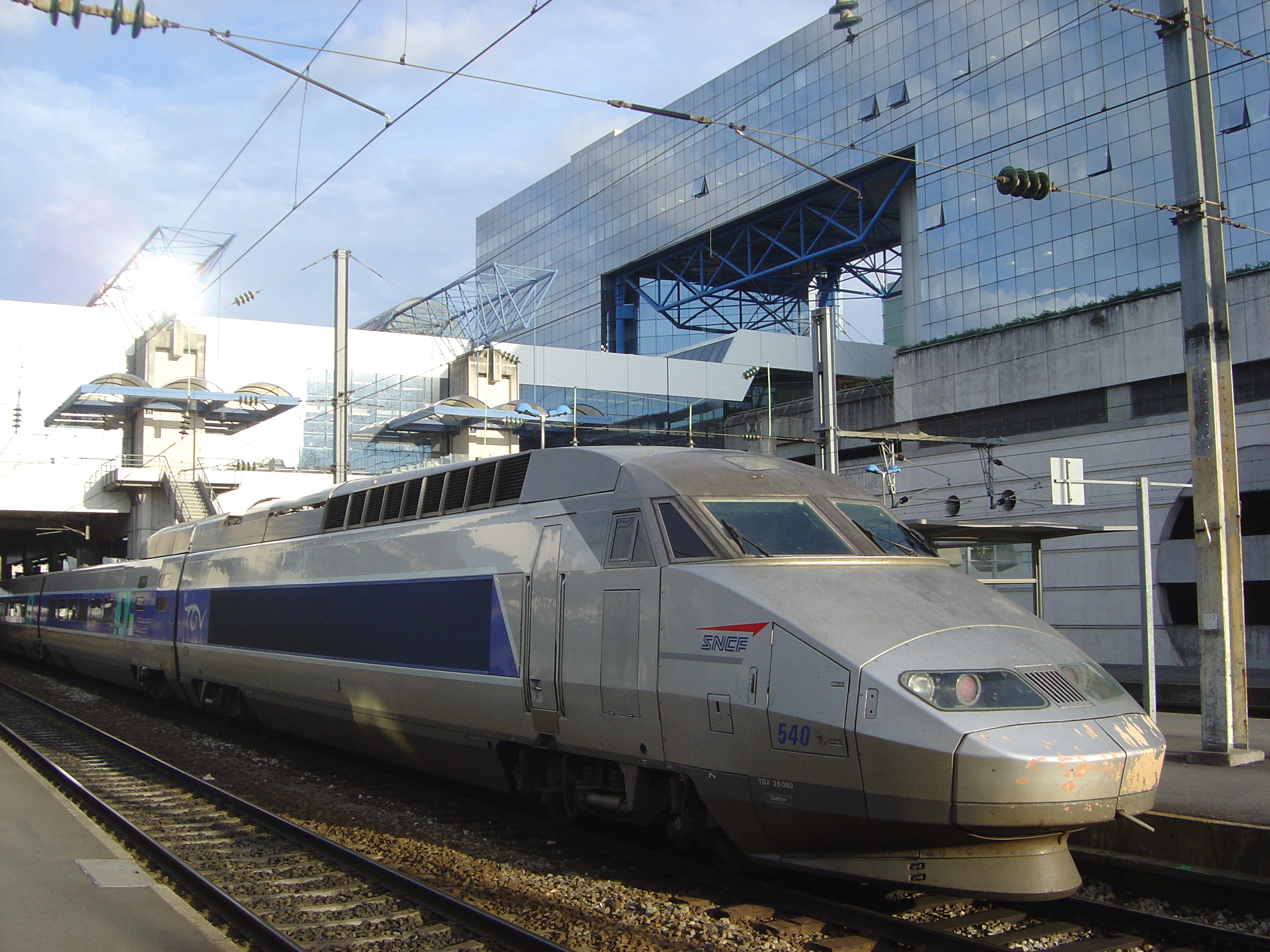
TGV Atlantique

Ogólnie linie, ze względu na dopuszczalną prędkość, można podzielić:
- na linie dużych prędkości – LGV (Ligne à grande vitesse), które przystosowane są do prędkości 300–350 km/h i na których jeżdżą wyłącznie pociągi TGV,
- pozostałe – konwencjonalne.

Stan pozostałych linii SNCF jest na wysokim poziomie i na większości szlaków obowiązuje prędkość 120–140 km/h i 160 km/h, a na zmodernizowanych 200–220 km/h, niezależnie od systemu zasilania.

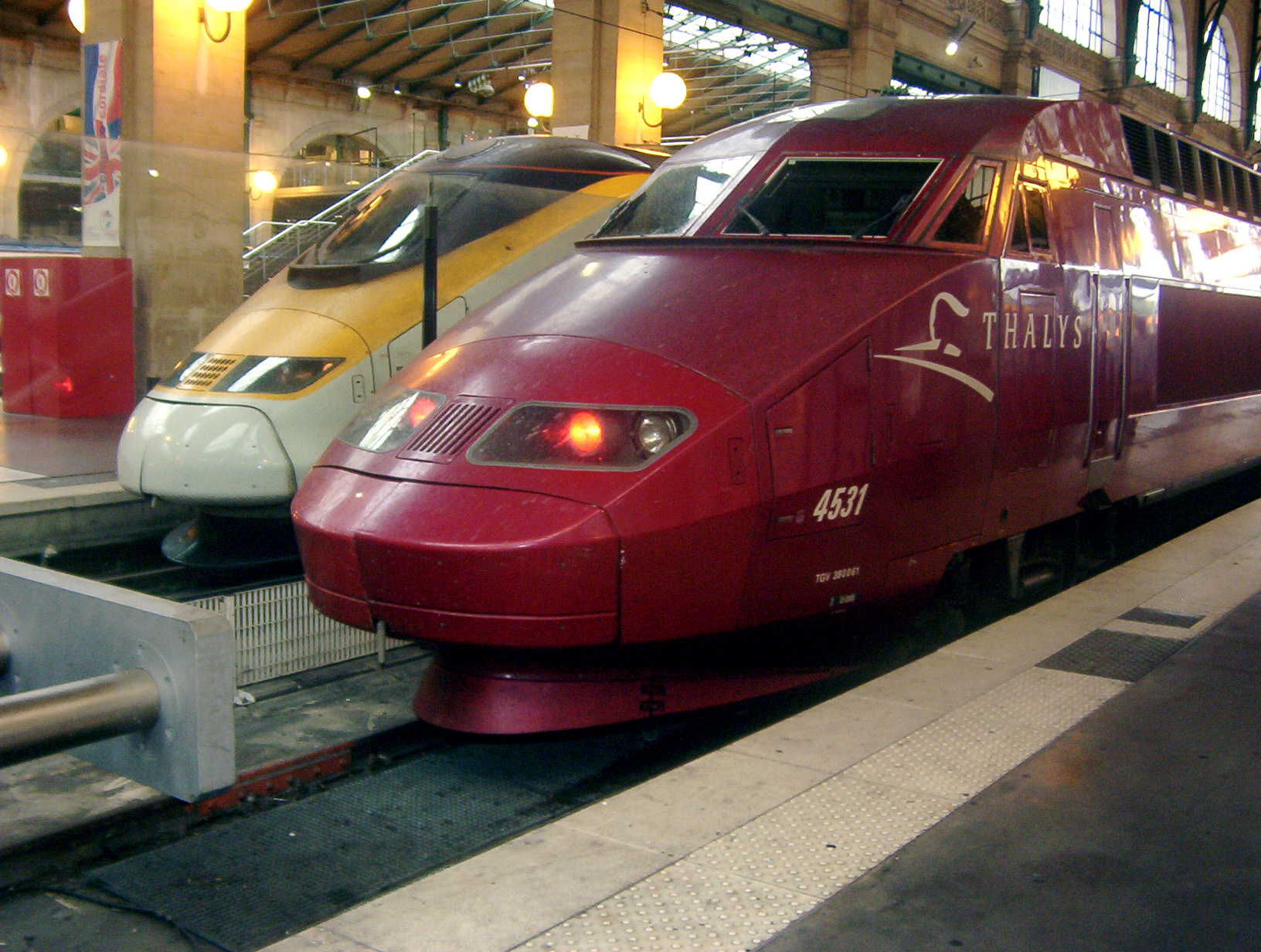
TGV Eurostar i Thalys na stacji Paris Gare du Nord

1. – od Combs-la-Ville (29,4 km od Paris Gare de Lyon)
2. – Sathonay
3. – Valence TGV
4. – Massy TGV (13 km od Paris Gare Montparnasse)
5. – St. Pierre des Corps
6. – 17 km przed Le Mans
7. – Marseille Nord (7,5 km przed Marseille St Charles)
8. – Redesan (12 km od Nîmes)
9. – SNCB
10. – Lembeek (17 km od Bruxelles)
11. – 33 km od Bruxelles
12. – 8 km od Liège
13. – UK (Channel Tunnel Rail Link)
14. – tuż przed Ebbsfleet (łącznica do linii w kierunku London Waterloo)
15. – Gonnesse 15 km za Paris Nord

Pociągi TGV mogą się poruszać zarówno LGV, jak i na pozostałych odcinkach – tu poruszają się już z prędkością, jaka obowiązuje na danym szlaku.

### Statystyki
- tory kolejowe

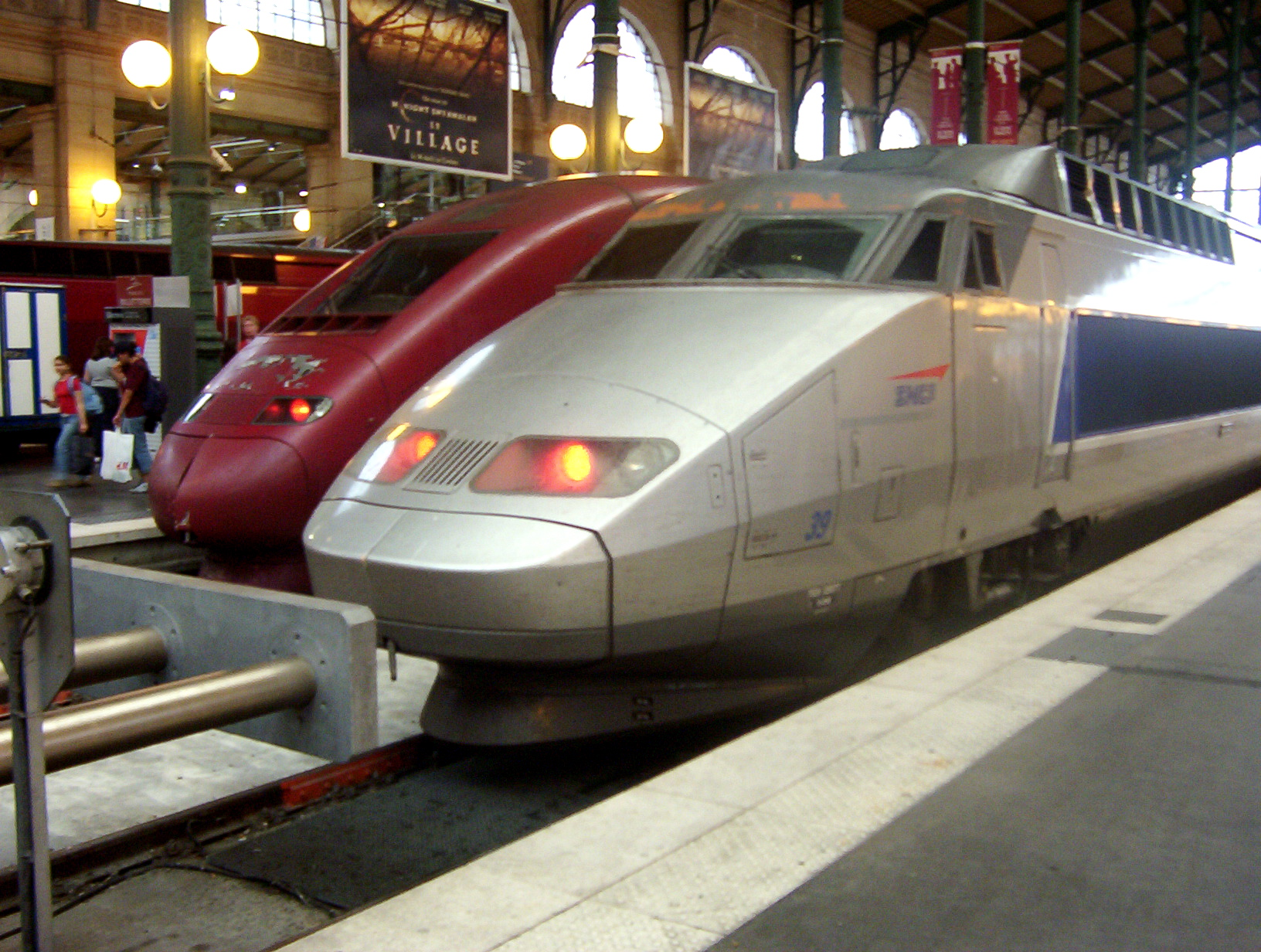
TGV Réseau i Thalys PBKA na stacji Paris Gare du Nord

  - 52 938 km torów głównych w użyciu, z czego:
  - 25 653 km – nowoczesne tory (+LGV)
  - 2824 km – prędkość maksymalna 220 km/h i więcej (+LGV)
  - 73 906 instalacji naziemnych (zwrotnice itp., z czego 26468 na głównych trasach)
- Sygnalizacja i systemy bezpieczeństwa (linie główne i łącznice)
  - 1450 km linii wyposażonych w TVM
  - 2975 dyspozytorni, z czego 1653 elektrycznych i informatycznych
  - 89 096 skrzynek KVB, z czego 7000 cyfrowych
  - 75 595 sygnałów, z czego 72367 elektrycznych i 13517 wyposażonych w KVB
  - 119209 km głównych kabli

- Przejazdy kolejowo-drogowe
  - 19 594 z czego:
    - 18 298 przejazdów publicznych

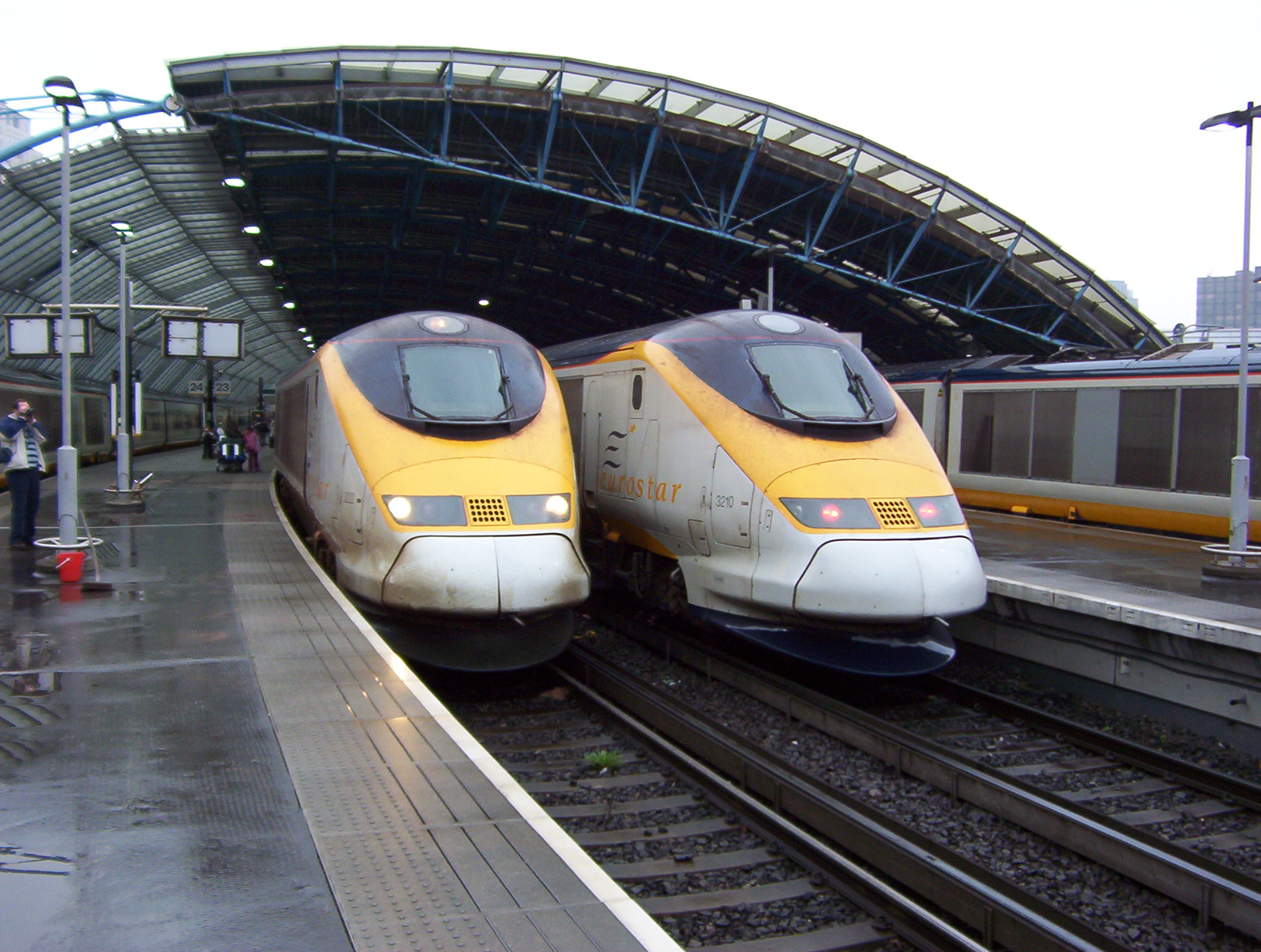
TGV Eurostar na stacji Waterloo International

    - 11 190 z automatyczną sygnalizacją
    - 1919 wyposażonych w rogatki
    - 4236 niewyposażonych w urządzenia zabezpieczające
    - 953 – przejazdy izolowane dla pieszych
- Obiekty i budowle
  - 1532 tuneli
  - 29 311 wiaduktów
  - 54 583 małych budowli pod torami (< 2 metry)
  - 14 186 murów
- Telekomunikacja
  - 13617 km linii w zasięgu radiotelefonicznym
  - 7153 km światłowodów
  - 30 937 km podziemnych kabli
  - 5438 km żył powietrznych